# Rio Itacaiúnas
Der Rio Itacaiúnas ist ein Fluss im Norden Brasiliens im Bundesstaat Pará und Zufluss des Rio Tocantins. Er hat eine Länge von etwa 525 km. Das Einzugsgebiet umfasst eine Fläche von ungefähr 41.000 km². Der mittlere Abfluss wird mit 750 m³/s angegeben. 

## Flusslauf
Der Rio Itacaiúnas entspringt in der Serra da Seringa auf einer Höhe von 400 m, 37 km südlich von Água Azul do Norte. Er fließt anfangs in überwiegend nordnordwestlicher Richtung. Bei Flusskilometer 330 wendet er sich nach Norden, ab Flusskilometer 300 nach Osten, wenig später in Richtung Ostnordost. Auf diesem Flussabschnitt durchschneidet der Rio Itacaiúnas den Höhenzug Serra dos Carajás. An seinen linken und rechten Flussufern liegen in diesem Bereich die Schutzgebiete Floresta Nacional de Carajás, Floresta Nacional do Itaicaiunas, Floresta Nacional de Tapirapé-Aquiri, Área de Proteção Ambiental do Igarapé Gelado und die Reserva Biológica do Tapirapé. Auf den unteren 200 Kilometern fließt der Rio Itacaiúnas nach Osten. Er nimmt dabei die größeren Nebenflüsse Rio Parauapebas und Rio Vermelho von rechts auf. Er mündet schließlich bei der Stadt Marabá auf einer Höhe von etwa 80 m in den Rio Tocantins.

## Geschichte
Im Januar 2022 kam es zu Überschwemmungen am Einmündungsgebiet bei Marabá. Etwa 700 Familien mussten evakuiert werden.

## Fauna
Zur Fischfauna des Rio Itacaiúnas zählen die Arten Pseudacanthicus pitanga, Cochliodon paucipunctatus, Harttia duriventris, Oligancistrus tocantinensis, Pimelodus luciae und Scobinancistrus pariolispos.